# Cardium echinatum
Cardium echinatum är en musselart som först beskrevs av Carl von Linné 1758.  I den svenska databasen Dyntaxa används istället namnet Acanthocardia echinata. Enligt Catalogue of Life ingår Cardium echinatum i släktet Cardium och familjen hjärtmusslor, men enligt Dyntaxa är tillhörigheten istället släktet Acanthocardia och familjen hjärtmusslor. Arten är reproducerande i Sverige. Inga underarter finns listade i Catalogue of Life.

Acanthocardia echinata Höger klaff
Acanthocardia echinata Vänster klaff

Acanthocardia echinata duregni Höger klaff
Acanthocardia echinata duregni Vänster klaff

Acanthocardia echinata mucronata Höger klaff
Acanthocardia echinata mucronata Vänster klaff

## Bildgalleri

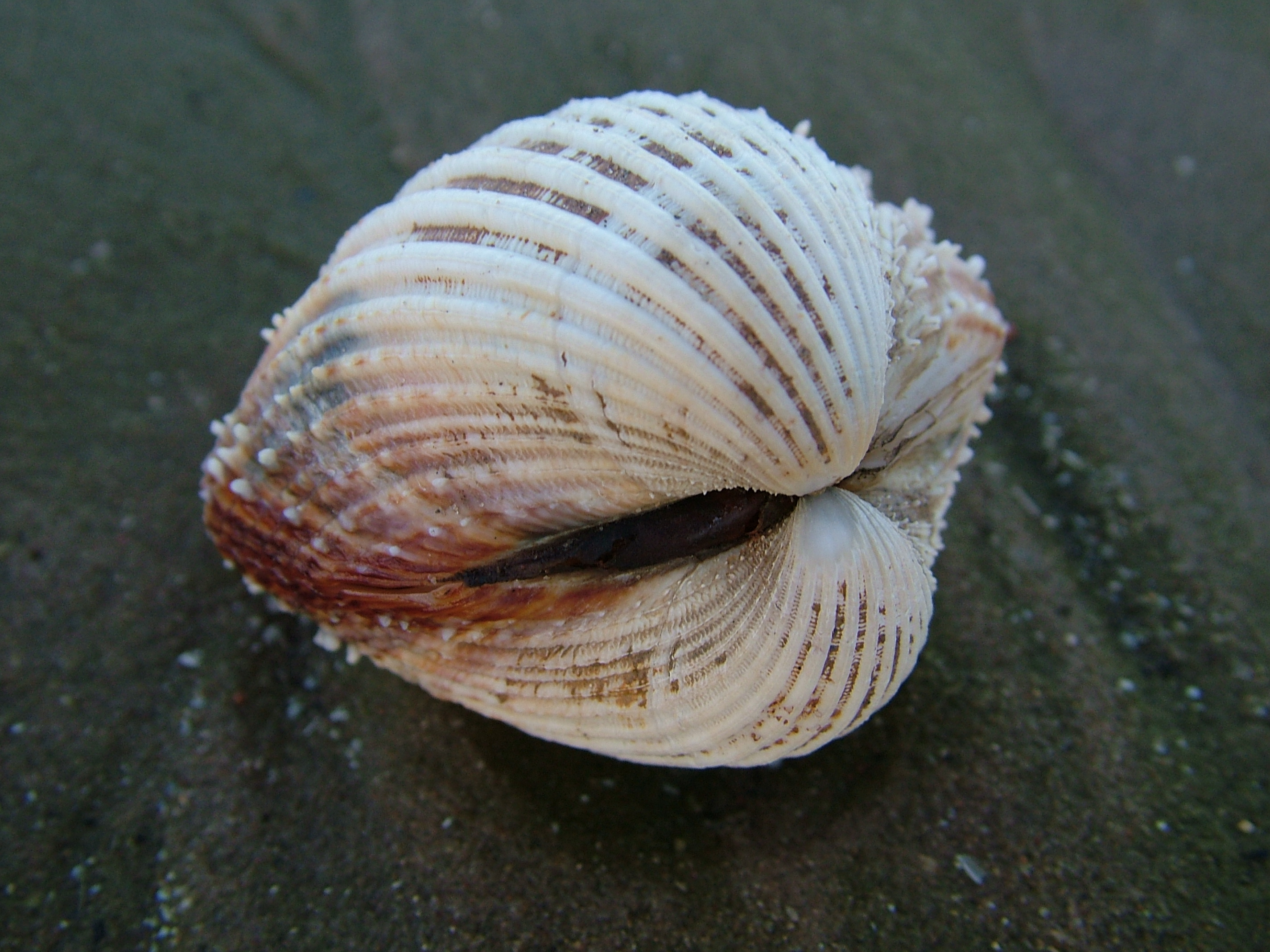
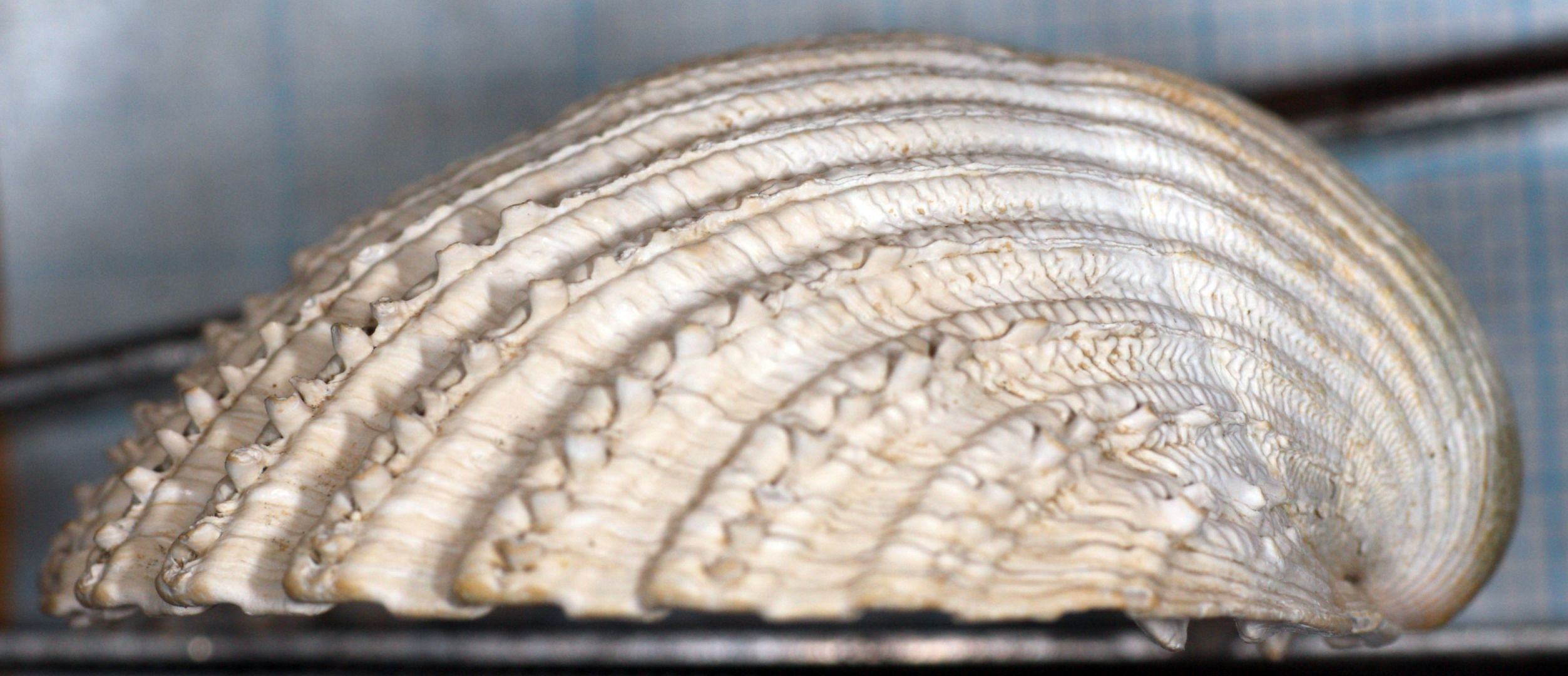
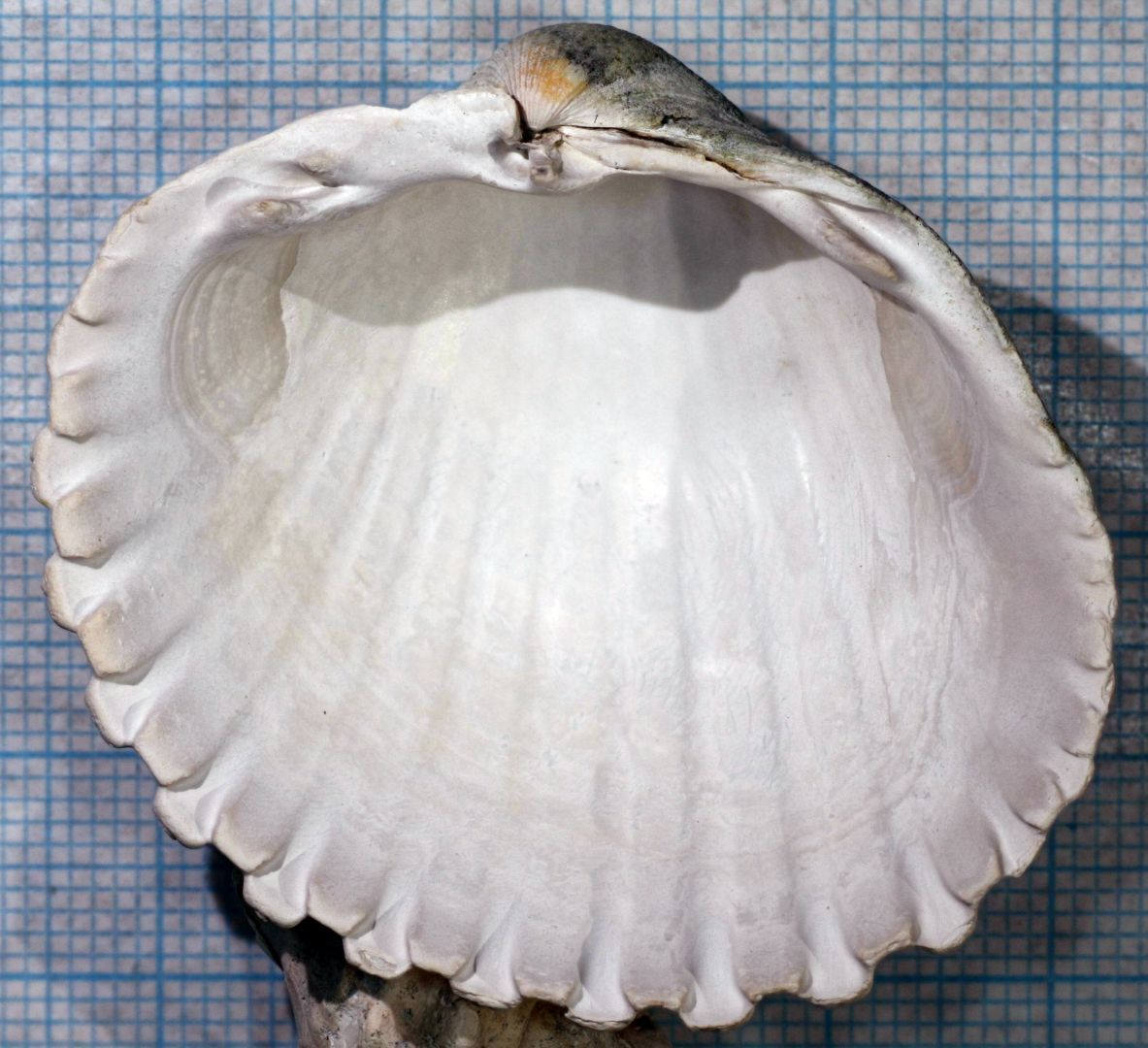